# Тодор Желев
Тодор Желев Димов е български офицер, генерал-майор, артилерист.

## Биография
Роден е на 8 ноември 1921 г. в село Горски извор, област Хасково, в семейството на едри земевладелци. През ученическите си години се увлича по марксизма – през 1939 г. е приет за член на РМС, а през 1942 е вече член на окръжния комитет на РМС в Хасково. Секретар на РМС в Хасково от 1941 г. Завършва реална гимназия в Хасково през 1939 г. През юни 1942 е приет за член на БРП (к.) и става секретар на районния комитет в Горски извор, включващ и селата Ябълково, Добрич, Раковски (част от днешен Димитровград), както и мините Вулкан, Раднево, Гарваново и кариера Клокотница. Междувременно е призован в тогавашната царска армия. От 1942 г. е войник. През април 1943 е арестуван и осъден на 10 г. затвор за революционна дейност по ЗЗД. От 9 септември 1944 г. до 1 февруари 1949 г. е помощник-командир на гвардейската дружина в Хасково. По време на втората фаза от участието на България във Втората световна война е бил помощник-командир на артилерийско отделение. Между 3 февруари и 30 ноември 1949 г. е слушател във Висшата офицерска артилерийска школа в Санкт Петербург. От 1 декември 1949 до 1951 г. е командир на артилерийския полк в Крумовград. Между 1951 и 1953 г. е началник на артилерията на дивизия в Кърджали. Между 1953 и 1954 г. е заместник-командир на артилерията на втори корпус в Пловдив, след това до 1955 г. е началник на щаба на артилерията на корпуса. От 1955 до 1956 г. е командир на артилерията на втори корпус. Между 1956 и 1959 г. е слушател в Военната академия „Георги Раковски“ профил „земна артилерия-командно-щабен профил“, а от 1959 до 1962 г. е командир на артилерията на трета българска армия с щаб Сливен.
От 2 октомври 1962 до 1972 г. е началник на Народното военно артилерийско училище „Георги Димитров“. По това време се създават ракетните войски на България и съответно в училището се създава Катедра 18 „Оперативно-технически ракети“, "катедра „Автоматика и кибернетика“ и Учебен изчислителен център. Всичко това, за да се обучават офицери в управлението и изстрелване на ракети. От октомври 1972 до 30 септември 1979 г. е началник управление „Висши военни учебни заведения“ на Министерството на отбраната. Между 1 октомври 1979 и 31 март 1980 г. е на разпореждане на Управление „Кадри“ по щат А-144 за уволнение. На 1 април 1980 г. излиза в запаса. След уволнението си от армията през 1980 работи като секретар в Съюза на българските автомобилисти, участвайки и в различни републикански комисии по туризъм. При промените през 1989 г. е един от основателите на „Марксистка платформа“ в българската социалистическа партия. Починал на 12 ноември 2001 г. в град София, но погребан в родното си село.

## Образование
- Реална гимназия, Хасково – 1939
- Народно военно училище „Васил Левски“ – 1946
- Висша офицерска артилерийска школа, СССР – 3 февруари и 30 ноември 1949 г.
- Военна академия „Георги Раковски“ – 1956 – 1959 г.

## Военни звания
- капитан (1949)
- майор (1951)
- подполковник (1953)
- полковник (1953)
- генерал-майор (16 септември 1966)[3]

## Награди
- Медал „За безупречна служба“ – II ст.
- Медал „За безупречна служба“ – I ст.
- Орден „За храброст“ – II ст.
- „9 септември 1944 г.“ – II и I ст. с мечове
- „Народна република България“ – III ст.
- „Народна република България“ – II ст.
- „Народна република България“ – I ст.